# Zonnepark Appelscha
Het Zonnepark Appelscha is een zonnepark van gemeente Ooststellingwerf. De gemeente heeft als ambitie om in 2030 energie-neutraal te zijn en dit park van 12,5 MW moet hier een grote bijdrage aan leveren. Het park is ontwikkeld door GroenLeven en zal voor 3600 huishoudens stroom leveren. Het zonnepark heeft een dubbelfunctie, het wordt namelijk ook gebruikt als grond waar schapen kunnen grazen.